# Rondslijpmachine
Een rondslijpmachine is een slijpmachine waarbij de actie van de slijpsteen plaats heeft aan de buitenomtrek van een werkstuk met het doel dit laatste een vorm te geven, zoals die van een cilinder, kegel, bol of andere vorm. Men kan rondslijpmachines dan ook in twee groepen verdelen:
- rondslijpmachines waarbij het werkstuk tussen de centers of in een klauwplaat wordt gespannen.
- rondslijpmachines waarbij het werkstuk door een liniaal ondersteund wordt.

In het eerste geval spreekt men van rondslijpen op een rondslijpmachine, en in het tweede geval van centerloos slijpen.
Voor het gewone rondslijpen moeten minstens drie hoofdbewegingen worden uitgevoerd:
- De draaiende hoofdbeweging van de slijpsteen.
- De draaiende voedingsbeweging van het werkstuk.
- De rechtlijnige aanzetbeweging van de slijpsteen.

Er is ook een vierde beweging, die is nodig voor langere werkstukken:
- De rechtlijnige langsvoeding.

Bij veel rondslijpmachines vindt de langsvoeding op een hydraulische- of mechanische aandrijving plaats. De gewone rondslijpmachine is in gebruik te vergelijken met een draaibank, maar is alleen nauwkeuriger.
Er bestaan ook slijpmachines voor inwendig slijpen. Ze kunnen de diameter van boringen of inwendig draaien veel nauwkeuriger maken.
Hiervoor is binnenslijpapparatuur nodig. Bij het gewone ronddraaislijpen wordt het werkstuk nagenoeg altijd tussen centers opgespannen. Terwijl bij centerloos slijpen het werkstuk zichzelf tegen de oplegliniaal en de regelschijf positioneert.
De slijpschijf en de regelschijf hebben dezelfde draairichting, maar de regelschijf heeft hierbij een kleinere omtreksnelheid.
(bijvoorbeeld de slijpsteen 35 m/min; de regelschijf 25 m/min). Het werkstuk draait met dezelfde snelheid als het voedingssysteem.
De nauwkeurigheid van het werkstuk hangt in hoofdzaak af van de vorm van en de hoogte van de liniaal.
Het werkstuk moet op een afstand van circa een kwart van de diameter boven de hartlijnen van de stenen liggen. De hoek van de liniaal ligt tussen de 60° en de 70°.
De voordelen van centerloos slijpen:
- Er zijn geen centergaten nodig.
- Er is geen plaats voor de meenemer nodig, zodat de nabewerking van deze plaats vervalt.
- Slanke werkstukken buigen niet door.
- De positioneer- en klemtijd vervalt.